# Tomás de Zumalacárregui

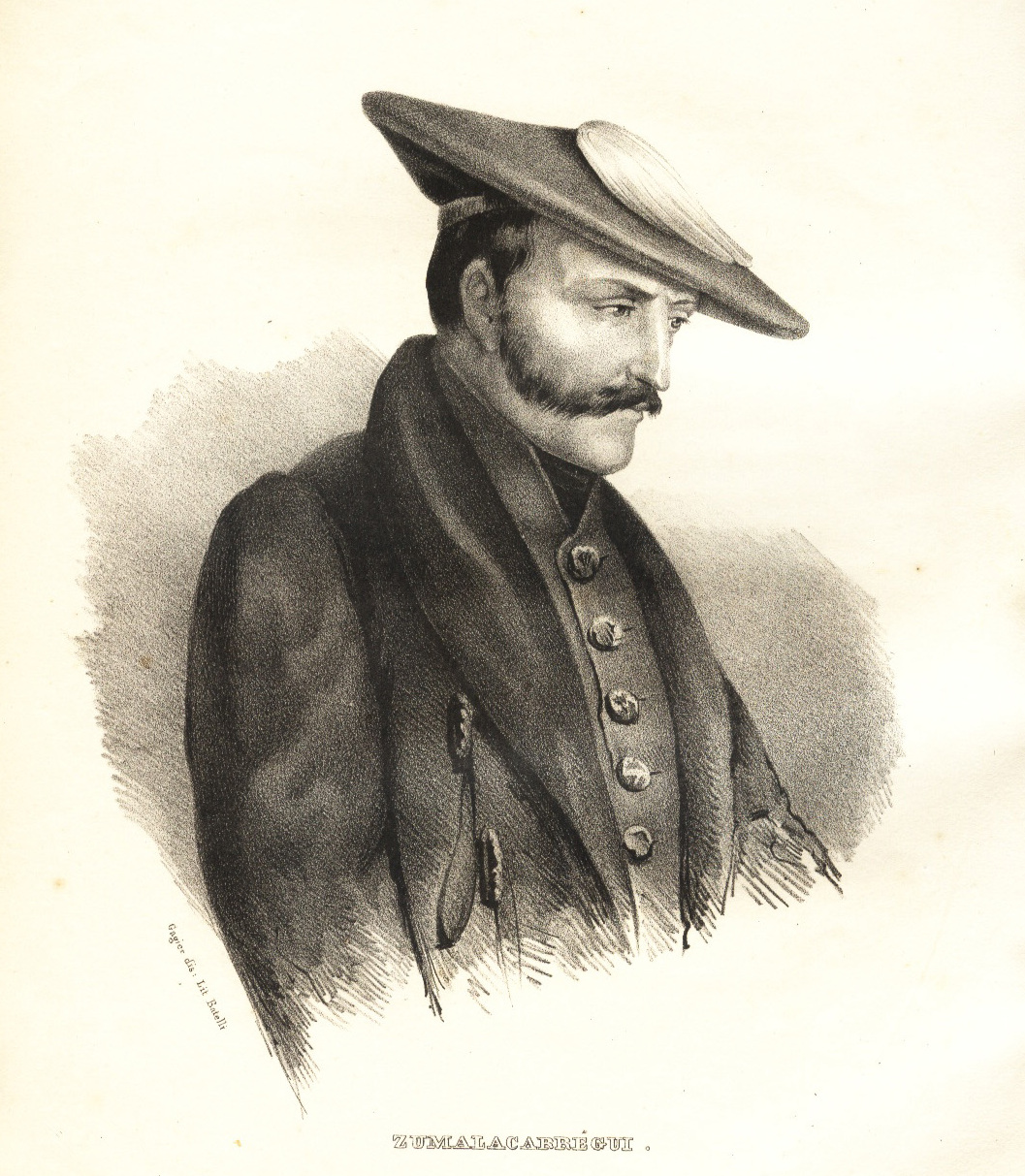

Tomás de Zumalacárregui y de Imaz, bask. Tomas Zumalakarregi Imatz (ur. 29 grudnia 1788 w Ormaiztegi, Gipuzkoa, zm. 24 czerwca 1835 w Zegama, Gipuzkoa) – generał karlistowski.
Podczas wojny na Półwyspie Iberyjskim służył w armii hiszpańskiej przeciw wojskom Napoleona. Pochwycony przez wroga podczas drugiego oblężenia Saragossy, zbiegł z niewoli i dotarł do domu rodzinnego w Nawarze. Przez pewien czas walczył w oddziałach partyzanckich, ale gdy tylko stało się to możliwe, dołączył w stopniu oficerskim do regularnej armii, gdzie pozostał po zakończeniu wojny.
Za rządów Ferdynanda VII Zumalacárregui otwarcie krytykował szerzący się w Hiszpanii liberalizm. Po wybuchu rewolucji w 1820 służący z nim oficerowie o poglądach liberalnych wystąpili do rządu rewolucyjnego z doniesieniem i prośbą o wydalenie ich kolegi z wojska. Wniosku nie rozpatrzono przychylnie, ale Zumalacárregui dowiedział się o nim. Wiedząc, że jest podejrzewany o przekonywanie żołnierzy do poglądów rojalistycznych, uciekł do Francji.
Powrócił w 1823 jako oficer jednego z regimentów rojalistycznych zorganizowanych we Francji. W ojczyźnie awansował na coraz wyższe stopnie (został pułkownikiem w 1829), a w 1832 mianowano go wojskowym gubernatorem Ferrol.
Jeszcze przed śmiercią Ferdynanda VII, która nastąpiła rok później, Zumalacárregui został uznany na naturalnego sprzymierzeńca zwolenników koronowania brata króla, Carlosa. Proklamowanie zamiast niego córki króla, Izabeli, o mało nie doprowadziło do zbrojnej walki między Zumalacárreguim a władzami marynarki w Ferrol, zwolennikami sankcji pragmatycznej. Skończyło się na obniżeniu mu żołdu o połowę i wysłaniu do Pampeluny, gdzie miał przebywać pod obserwacją policyjną.
Uciekł stamtąd, by przyłączyć się do I powstania karlistowskiego dopiero 29 października 1833, gdy Don Carlos powołał go na stanowisko głównodowodzącego w Nawarze. Miał tam jednak do dyspozycji zaledwie kilkuset słabo wyekwipowanych partyzantów. Mimo tego, a także braków w zaopatrzeniu spowodowanych głównie faktem, iż okoliczne miasta były przeciwne karlistom, Zumalacárreguiemu udało się w zaledwie kilka miesięcy zorganizować karlistowskich żołnierzy w regularną armię i stopniowo zajął całą Nawarrę i Baskonię, z wyjątkiem twierdz, gdyż nie miał środków do przeprowadzenia oblężenia.
W czerwcu 1835 miał już do dyspozycji 30 tysięcy dobrze wyposażonych ludzi. Gdyby Zumalacárreguiemu pozwolono realizować jego własny plan i maszerować na Madryt, być może udałoby mu się zdobyć stolicę, ale dwór Carlosa domagał się opanowania portu morskiego i Zumalacárregui musiał ruszyć na Bilbao i rozpocząć oblężenie miasta. Tam 14 czerwca 1835 został postrzelony z muszkietu w łydkę. Rana nie była poważna i Zumalacárregui miał duże szanse na przeżycie, ale Don Carlos nalegał, by Zumalacárregui poddał się opiece jego własnych lekarzy, choć ten miał zaufanego medyka narodowości angielskiej. Z tego powodu, gdy Zumalacárregui zmarł 24 czerwca, podejrzewano, iż został otruty, gdyż Don Carlos nie darzył swojego najskuteczniejszego dowódcy sympatią.